# Pentatonix
Pentatonix (viết tắt là PTX) là một nhóm nhạc Mỹ gồm năm thành viên đến từ Arlington, Texas, bao gồm các ca sĩ Scott Hoying, Mitch Grassi, Kirstin Maldonado, Matt Sallee và Kevin Olusola. Đặc trưng bởi cách sắp xếp theo kiểu pop của họ với sự hòa âm giọng hát, basslines, riffing, percussion và beatboxing, họ nổi tiếng qua các tác phẩm của họ, chủ yếu là các tác phẩm pop hiện đại hoặc các bài hát Giáng sinh, đôi khi ở dạng medleys, cùng với tiền đề ban đầu. Pentatonix được thành lập vào năm 2011 và sau đó đã giành được giải ba của bộ phim The Sing-Off của NBC, nhận 200.000 đô la và một hợp đồng thu âm với Sony Music. Khi Epic Records của Sony chấm dứt nhóm sau khi The Sing-Off, nhóm đã thành lập kênh YouTube, phân phối âm nhạc của mình thông qua Madison Gate Records, nhãn hiệu của Sony Pictures. Với hơn 13 triệu lượt đăng ký và 2,4 tỷ lượt xem, YouTube của Pentatonix hiện là kênh YouTube được đăng ký thứ 48 nhiều nhất. Đoạn video của nhóm tới Daft Punk đã nhận được hơn 250 triệu lượt xem vào giữa năm 2017. 
EP PTX của họ, volume 1 được phát hành vào năm 2012, tiếp theo là PTXmas phát hành vào ngày lễ Giáng Sinh cùng năm, với phiên bản thứ ba của Pentatonix, PTX, Vol. II, ra mắt ở vị trí thứ 1 trên bảng xếp hạng Billboard's. Albums riêng và số 10 trên bảng xếp hạng Billboard 200 trong năm 2013. Vào tháng năm, năm 2014, Pentatonix ký hợp đồng với RCA Records, một "chủ lực" nhãn hiệu của Sony Music Entertainment, trong khi trong cùng năm đó, nhóm phát hành EP thứ tư, PTX, Vol. III, và hai album phòng thu; PTX, Vols. 1 & 2, album được phát hành tại Nhật Bản, Hàn Quốc và Úc, và bản phát hành kỳ nghỉ Giáng Sinh thứ hai của họ, That's Christmas to Me, với album được chứng nhận vàng của Hiệp hội Công nghiệp Ghi âm Hoa Kỳ (RIAA), bạch kim vào ngày 24 tháng 12 năm 2014 và đĩa bạch kim đôi Ngày 11 tháng 2 năm 2016, trở thành album về đề tài kỳ nghỉ cao Giáng Sinh cao nhất của một nhóm kể từ năm 1962, và album bán chạy nhất thứ tư tại Mỹ vào năm 2014. Năm tiếp theo, Pentatonix phát hành đồng hồ album, album đầu tiên của họ bao gồm hầu hết nguyên liệu ban đầu, lần đầu tiên xuất hiện trên bảng xếp hạng Billboard 200 của Mỹ, tiếp theo là album Giáng sinh thứ ba, Pentatonix Giáng sinh, vào năm 2016, và một EP mới, PTX, Vol. IV - Classics, năm sau. Tháng 5 năm 2017, Kaplan thông báo rằng anh sẽ rời khỏi Pentatonix sau chuyến lưu diễn sắp tới do không có khả năng theo kịp nhu cầu lưu diễn của nhóm, do đó phá vỡ kế hoạch ban đầu. 
Pentatonix đã giành được ba giải Grammy: họ là những hành động acappella đầu tiên để giành chiến thắng Bố trí tốt nhất, Instrumental hoặc Acappella.